# Julius Rebek
Julius Rebek, Jr (Berehove, 11 aprile 1944) è un chimico e biologo ungherese naturalizzato statunitense.

## Biografia
Rebek nacque a Beregszasz (Berehove), Ucraina, che all'epoca faceva parte dell'Ungheria, nel 1944 e visse in Austria dal 1945 al 1949. Nel 1949, con la sua famiglia, emigrò negli Stati Uniti e si stabilì a Topeka, nel Kansas, dove si diplomò alla Highland Park High School. Rebek si laureò in chimica alla University of Kansas. Rebek conseguì il titolo di Master of Arts e il suo dottorato di ricerca in chimica organica dal Massachusetts Institute of Technology nel 1970; inoltre studiò anche i peptidi sotto D.S. Kemp.
Rebek era un assistente professore all'Università della California a Los Angeles dal 1970 al 1976. Nel 1976, si trasferì all'Università di Pittsburgh, dove sviluppà strutture a forma di schisi per studi sul riconoscimento molecolare. Nel 1989 tornò al MIT, dove diventò professore di chimica e ideò delle molecole replicanti. Nel luglio 1996, trasferì il suo gruppo di ricerca al Scripps Research Institute per diventare direttore del Skaggs Institute for Chemical Biology, dove continua a lavorare sui sistemi di riconoscimento molecolare e autoassemblanti. 
Rebek è membro della National Academy of Sciences.

## Pubblicazioni
- Rebek, J., Mechanistic studies using solid supports: the three-phase test, in Tetrahedron, vol. 36, n. 6, 1979,  pp. 723-731, DOI:10.1016/0040-4020(79)80087-3. URL consultato il 5 agosto 2011.
- Bartfai T, Lu X, Badie-Mahdavi H, Barr AM, Mazarati A, Hua XY, Yaksh T, Haberhauer G, Ceide SC, Trembleau L, Somogyi L, Kröck L, Rebek J, Galmic, a nonpeptide galanin receptor agonist, affects behaviors in seizure, pain, and forced-swim tests, in Proc. Natl. Acad. Sci. U.S.A., vol. 101, n. 28, July 2004,  pp. 10470-5, Bibcode:2004PNAS..10110470B, DOI:10.1073/pnas.0403802101, PMC 478593, PMID 15240875.
- Davis CN, Mann E, Behrens MM, Gaidarova S, Rebek M, Rebek J, Bartfai T, MyD88-dependent and -independent signaling by IL-1 in neurons probed by bifunctional Toll/IL-1 receptor domain/BB-loop mimetics, in Proc. Natl. Acad. Sci. U.S.A., vol. 103, n. 8, February 2006,  pp. 2953-8, Bibcode:2006PNAS..103.2953D, DOI:10.1073/pnas.0510802103, PMC 1413805, PMID 16477040.

| Controllo di autorità | VIAF (EN) 316547539 · ISNI (EN) 0000 0004 5054 3716 · ORCID (EN) 0000-0002-2768-0945 · LCCN (EN) n2015037644 · GND (DE) 109741616X · J9U (EN, HE) 987007323305605171 |